# Theronia simillima
Theronia simillima är en stekelart som beskrevs av Turner 1919. Theronia simillima ingår i släktet Theronia och familjen brokparasitsteklar. Inga underarter finns listade i Catalogue of Life.